# Mecaphesa reddelli
Mecaphesa reddelli es una especie de araña cangrejo del género Mecaphesa, familia Thomisidae, orden Araneae.

## Distribución
Esta especie se encuentra en Ecuador.

## Taxonomía
Fue descrita científicamente por Baert en 2013.
Tratamiento taxonómico
La especie aparece registrada y publicada en The Thomisidae and Philodromidae (Arachnida: Araneae) of the Galápagos Islands (Ecuador). European Journal of Taxonomy 43: 1–23.